# کاترین کیتس
کاترین کیتس (انگلیسی: Kathryn Kates; ۲۹ ژانویهٔ ۱۹۴۸ – ۲۲ ژانویهٔ ۲۰۲۲) بازیگر اهل ایالات متحده آمریکا بود. وی بین سال‌های ۱۹۷۴ تا ۲۰۲۲ میلادی فعالیت می‌کرد.
از فیلم‌ها یا برنامه‌های تلویزیونی که وی در آن نقش داشته‌است می‌توان به لولا در برابر، طلسم شده، و آمرزیدگان فراوان شهر نیوآرک اشاره کرد.